# Emblema da Coreia do Sul
O Emblema Nacional da Coreia do Sul consiste no símbolo do Taeguk, presente na bandeira nacional, circundada por cinco pétalas estilizadas e uma fita com a inscrição "A República da Coreia" (Daehan Minguk), o nome oficial do país nos caracteres Hangul. O Ying e Yang representa a paz e a harmonia. As cinco pétalas estão relacionadas com a flor nacional da Coreia (a Hibiscus syriacus).

## Histórico

Emblema da Coreia do Sul (1948–1963)
Emblema da Coreia do Sul (1963–1984)
Emblema da Coreia do Sul (1984–1997)
Emblema da Coreia do Sul (1997–2016)